# Little Valley (falu, New York)
Little Valley település az Amerikai Egyesült Államok New York államában, Cattaraugus megyében, melynek megyeszékhelye is. Lakosainak száma 1058 fő (2020. április 1.).

## Népesség
A település népességének változása:

| 2010 | 1 143 |
| 2020 | 1 058 |